# Moskvas sexdagars
Moskvas sexdagars var ett sexdagarslopp i bancykling som avhölls i Moskva i Ryssland. Tre upplagor kördes totalt: i september 1991, samt i mars 2002 och 2003,

## Podieplaceringar
| År         | Vinnare                             | Tvåa                                | Trea                         |
| 1991       | Marat Ganejev Konstantin Chrabtsov  | Pierangelo Bincoletto Jens Veggerby | Danny Clark Anthony Doyle    |
| 1992– 2001 | ej avhållet                         |                                     |                              |
| 2002       | Marty Nothstein Ryan Oelkers        | Franco Marvulli Alexander Aeschbach | Frank Corvers Lorenzo Lapage |
| 2003       | Franco Marvulli Alexander Aeschbach | Robert Slippens Danny Stam          | Marco Villa Alexej Sjmidt    |